# Tanystropheus
Tanystropheus là một chi động vật bò sát sống vào thời kỳ Trias giữa, chiều dài của nó khoảng 6 mét (20 ft)